# Servidor de video
Los servidores de vídeo (de inglés: Video Server / IP Video Server) son dispositivos creados para permitir la transición tecnológica entre los sistemas análogos de vigilancia conocidos como CCTV (Circuito Cerrado de Televisión) y las nuevas formas de Vigilancia conocidas como Vigilancia IP. 
Los Sistemas de Vigilancia IP, son aquellos en que las imágenes y audio capturados por las cámaras y micrófonos, se comprimen y transmiten por una red de datos Local o Internet ( LAN / WAN) y pueden ser accedidos desde uno o varios puntos en cualquier lugar del mundo mediante computadoras convencionales (o hardware especialmente diseñado) para descomprimir los datos, visualizarlos, analizarlos, grabarlos, incluso generar acciones de manera automática en respuesta a diferentes eventos pre-definidos o a voluntad de un operador.
Aunque su nombre es "servidor de video", generalmente el dispositivo también es capaz de transmitir y recibir audio, así como señales de control para mover o hacer acercamiento de las cámaras análogas que se conecten al mismo y que soporten esas funciones (según el modelo y fabricante ).
Visto de forma simplificada y enfocándonos en su funcionalidad, los Servidores de Vídeo permiten "convertir" una Cámara Análoga convencional en una Cámara IP o Cámara de red. Esto puede ser muy útil sobre todo para usuarios que han hecho grandes inversiones en equipamiento análogo, desean hacer la transición a Vigilancia IP, pero prefieren aprovechar las cámaras que ya tienen instaladas.

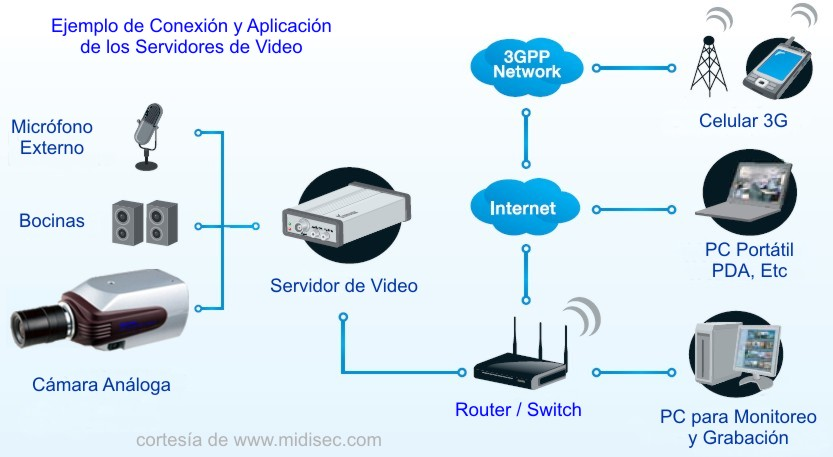
Ejemplo de conexión y uso para Servidor de Video.

Los servidores de vídeo para Canales de televisión les permite automatizar el canal de TV, administrando la programación y organizarla respecto a un horario de emisión, algunos de ellos permiten agregar gráficos como logos, animaciones, banners publicitarios, imágenes, textos informativos.